# MTV Video Music Awards 1990
Die Verleihung der MTV Video Music Awards 1990 fand am 6. September 1990 statt. Verliehen wurde der Preis an Videos, die vom 2. Juni 1989 bis zum 1. Juni 1990 ihre Premiere hatten. Die Verleihung fand im Universal Amphitheatre, Universal City, Kalifornien, statt. Moderator war Arsenio Hall.
Gewinner des Abends waren Madonna, die insgesamt drei technische Kategorien gewann, und Sinéad O’Connor, die ebenfalls drei Trophäen gewann, darunter den Preis für das Video des Jahres. Mit neun Nominierungen führte Madonna die Nominierungsliste an. Ihr Video zu Vogue war damit das meist nominierte Video des Abends. Für Madonna war es der zweite Abend hintereinander, an denen sie bei den MTV Video Music Awards triumphierte.
In diesem Jahr wurde die Kategorie „Best Stage Performance in a Video“ gestrichen, die seit 1984 Bestand hatte.
Aufreger des Jahres war der Auftritt von Janet Jackson, die beim Vortrag ihres Songs Black Cat ihr Shirt aufriss, um ihren BH zu zeigen.

## Nominierte und Gewinner
Die jeweils fett markierten Künstler zeigen den Gewinner der Kategorie an.

### Video of the Year
Sinéad O’Connor – Nothing Compares 2 U
- Aerosmith – Janie’s Got a Gun
- Don Henley – The End of the Innocence
- Madonna – Vogue

### Best Male Video
Don Henley – The End of the Innocence
- Billy Idol – Cradle of Love
- MC Hammer – U Can’t Touch This
- Michael Penn – No Myth

### Best Female Video
Sinéad O’Connor – Nothing Compares 2 U
- Paula Abdul – Opposites Attract
- Madonna – Vogue
- Alannah Myles – Black Velvet
- Michelle Shocked – On the Greener Side

### Best Group Video
The B-52s – Love Shack
- Aerosmith – Janie's Got a Gun
- Midnight Oil – Blue Sky Mine
- Red Hot Chili Peppers – Higher Ground
- Tears for Fears – Sowing the Seeds of Love

### Best New Artist in a Video
Michael Penn – No Myth
- Bell Biv DeVoe – Poison
- The Black Crowes – Jealous Again
- Jane Child – Don't Wanna Fall in Love
- Lenny Kravitz – Let Love Rule
- Alannah Myles – Black Velvet
- Lisa Stansfield – All Around the World

### Best Metal/Hard Rock Video
Aerosmith – Janie’s Got a Gun
- Faith No More – Epic
- Mötley Crüe – Kickstart My Heart
- Slaughter – Up All Night

### Best Rap Video
MC Hammer – U Can’t Touch This
- Digital Underground – The Humpty Dance
- Biz Markie – Just a Friend
- Young MC – Principal’s Office

### Best Dance Video
MC Hammer – U Can’t Touch This
- Paula Abdul – Opposites Attract
- Janet Jackson – Rhythm Nation
- Madonna – Vogue

### Best Post-Modern Video
Sinéad O’Connor – Nothing Compares 2 U
- Depeche Mode – Personal Jesus
- Red Hot Chili Peppers – Higher Ground
- Tears for Fears – Sowing the Seeds of Love

### Best Video From a Film
Billy Idol – Cradle of Love (aus Ford Fairlane – Rock ’n’ Roll Detective)
- Edie Brickell & New Bohemians – A Hard Rain's a-Gonna Fall (aus Geboren am 4. Juli)
- Prince – Batdance (aus Batman)
- ZZ Top – Doubleback (aus Zurück in die Zukunft III)

### Breakthrough Video
Tears for Fears – Sowing the Seeds of Love
- Paula Abdul – Opposites Attract
- Sinéad O’Connor – Nothing Compares 2 U
- Red Hot Chili Peppers – Higher Ground

### Best Direction in a Video
Madonna – Vogue (Regie: David Fincher)
- Paula Abdul – Opposites Attract (Regie: Michael Patterson und Candace Reckinger)
- Aerosmith – Janie's Got a Gun (Regie: David Fincher)
- Don Henley – The End of the Innocence (Regie: David Fincher)

### Best Choreography in a Video
Janet Jackson – Rhythm Nation (Choreografen: Janet Jackson und Anthony Thomas)
- Paula Abdul – Opposites Attract (Choreograf: Paula Abdul)
- Madonna – Vogue (Choreografen: Luis Camacho und Jose Gutierrez)
- MC Hammer – U Can’t Touch This (Choreografen: MC Hammer und Ho Frat Hooo!)

### Best Special Effects in a Video
Tears for Fears – Sowing the Seeds of Love (Special Effects: Jim Blashfield)
- Paula Abdul – Opposites Attract (Special Effects: Michael Patterson)
- Billy Idol – Cradle of Love (Special Effects: Peter Moyer)
- Billy Joel – We Didn't Start the Fire (Special Effects: Chris Blum)

### Best Art Direction in a Video
The B-52s – Love Shack (Art Director: Martin Lasowitz)
- Aerosmith – Janie's Got a Gun (Art Director: Alex McDowell)
- Billy Joel – We Didn't Start the Fire (Art Director: Sterling Storm)
- Madonna – Vogue (Art Director: Lauryn LeClere)

### Best Editing in a Video
Madonna – Vogue (Schnitt: James Haygood)
- Aerosmith – Janie’s Got a Gun (Schnitt: James Haygood)
- Don Henley – The End of the Innocence (Schnitt: James Haygood)
- MC Hammer – U Can’t Touch This (Schnitt: Jonathan Siegel)

### Best Cinematography in a Video
Madonna – Vogue (Kamera: Pascal Lebègue)
- Aerosmith – Janie’s Got a Gun (Kamera: Dariusz Wolski)
- Don Henley – The End of the Innocence (Kamera: David Bridges)
- Billy Joel – We Didn't Start the Fire (Kamera: Sven Kirsten)

### Viewer’s Choice
Aerosmith – Janie’s Got a Gun
- Don Henley – The End of the Innocence
- Madonna – Vogue
- Sinéad O’Connor – Nothing Compares 2 U

### International Viewer’s Choice Awards

#### MTV Australia
Midnight Oil – Blue Sky Mine
- Boom Crash Opera – Onion Skin
- Max Q – Sometimes
- Kylie Minogue – Better the Devil You Know

#### MTV Brasil
Titãs – Flores
- Djavan – Oceano
- Engenheiros do Hawaii – Alívio Imediato
- Os Paralamas do Sucesso – Perplexo
- Caetano Veloso – Estrangeiro

#### MTV Europe
The Creeps – Ooh! I Like It
- Laid Back – Bakerman
- Gary Moore – Still Got the Blues (For You)
- Sinéad O’Connor – Nothing Compares 2 U

#### MTV Internacional
Gloria Estefan – Oye Mi Canto
- Franco De Vita – Louis
- Los Prisioneros – Tren al Sur
- Soda Stereo – En la Ciudad de la Furia

#### MTV Japan
Kome Kome Club – Funk Fujiyama
- Yasuyuki Okamura – Vegetable
- Jun Togawa – Virgin Blues
- Mami Yamase – Go!

### Video Vanguard Award
Janet Jackson

## Performances
- Janet Jackson – Black Cat
- Mötley Crüe – Don't Go Away Mad (Just Go Away)
- MC Hammer – Let's Get It Started/U Can’t Touch This
- INXS – Suicide Blonde
- Sinéad O’Connor – Nothing Compares 2 U
- New Edition (featuring Bobby Brown) – Poison/Tap Into My Heart/Rub You the Right Way/Sensitivity/If It Isn't Love/Mr. Telephone Man/Can You Stand the Rain
- Faith No More – Epic
- Phil Collins – Sussudio
- 2 Live Crew – Banned in the U.S.A.
- World Party – Put the Message in the Box
- Aerosmith – Love in an Elevator
- Madonna – Vogue

## Auftritte

### Hauptshow
- Don Henley – präsentierte Best Female Video
- Robert Downey Jr. – präsentierte Best Video from a Film
- Pauly Shore – trat in Spots zum Viewer’s Choice Award auf
- Living Colour – präsentierte Best New Artist in a Video
- Martha Quinn – trat in verschiedenen Spots auf
- Rachel Ward und Isiah Thomas – präsentierten Best Choreography in a Video
- Downtown Julie Brown – trat in Spots zum Viewer’s Choice Award auf
- Oliver Stone – präsentierte Best Direction in a Video
- Daisy Fuentes und Jordan Brady – traten in verschiedenen Spots auf
- Kim Basinger – präsentierte Best Dance Video
- Nia Peeples – appeared in a pre-commercial vignette telling viewers what was 'coming up' on the show
- Billy Idol – präsentierte Best Group Video
- Ken Ober – trat in Spots zum Viewer’s Choice Award auf
- Sherilyn Fenn and Michael Ontkean – präsentierte Breakthrough Video and Best Post-Modern Video
- Fab Five Freddy – interviewte MC Hammer
- Eric Bogosian – kündigte 2 Live Crew an
- Christina Applegate und David Faustino – präsentierte Best Metal/Hard Rock Video
- Riki Rachtman – trat in verschiedenen Spots auf
- Curt Smith (von Tears for Fears) und Wilson Phillips – stellten die International Viewer’s Choice Award-Gewinner vor
- VJs Richard Wilkins (Australia), Astrid Fontenelle (Brasil), Maiken Wexø (Europe), Daisy Fuentes (Internacional) and Dionne Mitsuoka (Japan) – stellten die Viewer’s Choice Gewinner vor
- Susan Dey and David Cassidy – präsentierte Viewer’s Choice
- Ray Cokes – stellte Titãs vor
- Flavor Flav und Queen Latifah – präsentierten Best Rap Video
- Magic Johnson – präsentierte the Video Vanguard Award
- Ed Lover und Doctor Dré – traten in verschiedenen Spots auf
- Paula Abdul – präsentierte Best Male Video
- Mike Patton – wurde von Downtown Julie Brown interviewt
- Cher – präsentierte Video of the Year

### Post-show
- Kurt Loder – präsentierte die Gewinner der technischen Kategorien